# 千々岩利幸
千々岩利幸（ちぢいわ としゆき、1984年10月3日 - ）は、佐賀県唐津市出身のプロバスケットボール選手である。ポジションはポイントガード/シューティングガード。185cm、80kg。

## 来歴
長松小学校在籍時の11歳の時にバスケットボールを始める。その後、唐津第一中学校に進学しバスケ部で活躍。高校は県内の佐賀県立唐津西高等学校に進学。全国大会の経験は無く、この頃はまだ無名の選手であった。
高校卒業後は九州の名門九州産業大学でプレー。同期に加納督大がいた。西日本大会優勝などに貢献。福岡県代表として国体にも出場し優勝に貢献した。
2007年より福岡からbjリーグに参入するライジング福岡へ入団。
2010年オフ、FA権行使により契約満了。
現在はバスケットボールスクールハーツの指導員。リーフラス株式会社所属。